# 中国科学院院士
中国科学院院士，是中华人民共和国设立的科学技术方面的最高学术称号，为终身荣誉。授予在科学技术领域做出系统的、创造性的成就和重大贡献的中国籍科学家。院士不设任期，为终身称号。由中国科学院院士组成的中国科学院学部自1955年成立以来一直是国家科学技术方面最高咨询机构。中国科学院负责组织院士的评选，每两年增选一次，但候选人不限于中国科学院的成员。中国科学院院士原称中国科学院学部委员，1993年10月改为现名。

## 遴选
中国科学院院士的遴选标准为“在科学技术领域做出系统的、创造性的成就和重大贡献，热爱祖国，学风正派，具有中国国籍的研究员、教授或同等职称的学者、专家”。目前每两年（奇数年）增选一次，每次增选人数不超过60人。先后于1955年、1957年、1980年、1991年、1993年、1995年、1997年、1999年、2001年、2003年、2005年、2007年、2009年、2011年、2013年、2015年、2017年、2019年、2021年、2023年增选了20次。院士候选人由院士和有关学术团体推荐，学部主席团可根据学科发展需要设立候选人特别推荐小组，不受理本人申请。目前有两种提名方式：
- 院士直接推荐候选人；
- 国内各有关科学技术研究机构、高等院校和中国科协所属一级学会，按组织系统推荐候选人。

新当选院士在通过各学部审查确认后，由具有投票权的全体院士投票产生。选举实行等额无记名投票，获得赞同票数超过有效票数二分之一的候选人当选。

## 历史
1955年随“中国科学院学部”的成立，中国科学院产生第一批学部委员；自1994年开始，增选外籍院士。1993年随着中国工程院的成立，部分院士既为“中国科学院院士”也为“中国工程院院士”。根据国家现行规定，中科院院士享受的工作待遇（包括医疗保健、差旅等）相当于副部级。
- 自1955年开始，到2017年12月止，中国科学院共产生17批共计1369名院士[3][4]。截至到2019年12月，全体院士共831人，已故院士和外籍院士分别为603人和25人[5]。参见院士列表。
- 自1994年－2017年，共产生13批114名外籍院士[6][7]。参见外籍院士列表。